# Mars
Mars (tudi Rdeči planet) je četrti planet od Sonca v Osončju in sedmi po velikosti. Imenuje se po rimskem bogu vojne Marsu, zaradi značilne rdeče barve, ki je posledica prisotnosti železovega oksida na njegovem površju. Zato mu pogosto rečemo “Rdeči planet”. Mars ima dve majhni luni, Fobos in Deimos. 
Od poznega 20. stoletja Mars raziskujejo vesoljska plovila brez posadke in roverji. Mars velja tudi za cilj prihodnjih človeških raziskovalnih misij.

## Mars in njegova lega
Na Marsu so skoraj najugodnejši pogoji za življenje poleg Zemlje. Je tudi zadnji notranji planet. Ti so v nasprotju z zunanjimi gosti in trdi, vrtijo se počasneje ter so toplejši. Razdalja med Marsom in Zemljo se občutno spreminja, prav tako tudi njegova vidljivost. V nekaterih trenutkih je tretje najbolj svetlo telo na nočnem nebu, prekosita ga le Venera in Luna. Mars se nam je leta 2003 najbolj približal. V taki legi je bil nazadnje pred 60.000 leti. Mars se okoli svoje osi vrti nagnjen za 25,19°, v nasprotni smeri urinega kazalca.

## Poimenovanje
Že v prazgodovini so ljudstva poznala Mars. Egipčani so Marsu rekli Rdeči, nekaj stoletij kasneje v Babilonu pa Zvezda smrti, Grki so ga poimenovali po bogu vojne Aresu, Rimljani pa so mu dali današnje ime po rimskem bogu vojne Marsu.
Marsov simbol izhaja iz astronomskega znaka, ki predstavlja rimskega boga vojne Marsa za ščitom (krog), izza katerega gleda sulica (puščica). Ta simbol se uporablja tudi kot znamenje moškega spola.

## Zgradba
Mars je trden planet, ki ga sestavljajo kovinska sredica, ki jo obdajata kamniti plašč in zunanja skorja. Relief je zelo pester. Na njem so velike puščave, s peščenimi sipinami in skalami, visoke gore, ogromne doline, vulkanski kraterji, kanjoni... Na površju so dobro vidne posledice padcev meteoritov. Na Marsu je tudi največji kanjon v Osončju (Valles Marineris) in najvišja gora v Osončju (Olympus Mons).

## Marsovi luni
Že dolga stoletja so ljudje verjeli, da ima Mars lune. Jonathan Swift jih je celo natančno opisal v delu Guliverjeva potovanja, še preden ju je leta 1887 odkril ameriški astronom Asaph Hall. Ime sta dobili po sinovih grškega boga Aresa – Fobos in Deimos.
Obe luni sta nepravilnih oblik in sta verjetno zajeta asteroida. Druga teorija pravi, da sta dela večje lune, ki se je raztreščila, ker se je preveč približala Marsu.

## Podnebje
Mars je v svojem razvoju preživel tri večja časovna obdobja – veke. Ime so dobili po krajih na Marsu, ki so najbolj podobni veku, katerega imenujejo: 
- Noetov vek: Začel se je pred 3,8 in končal pred 3,5 milijardami let. Ime je dobil po Noetovi zemlji na jugu Marsa. Takrat so nastale najstarejše še obstoječe površine Marsa. Udarjanje meteoritov je postajalo redkejše. Toplo podnebje je dopuščalo površinske vode. Ob koncu tega veka so bile večje poplave tekoče vode.
- Hesperskegi vek (imenovan po Hesperia Planum): Zečel se je pred 3,5 milijardami let in končal pred 1,8 milijardami let. Voda je začela zmrzovati. To obdobje zaznamujejo planote lave. Površje je postalo suho in začel se je prehod v tretji vek.
- Amazonski vek (poimenovan po Amazonis Planitia): Začel se je pred 1,8 milijardami let in traja še danes. Ognjeniški izbruhi in nastajanje kraterjev se je nadaljevalo, vendar počasneje kot v prejšnjih vekih. Danes je Mars zelo suh in prašen. Razlog za to je tudi nizek atmosferski tlak. Kadar voda pride na površje zato izhlapi. Večina vode je danes shranjena v polarnih kapah in v podtalnem ledu.

### Atmosfera
Mars je pred približno 4 milijardami let izgubil magnetosfero. Zato lahko sončev veter direktno vpliva na njegovo ionosfero in odnaša atome iz tega sloja, s tem pa tanjša atmosfero. Tlak na površini Marsa je zelo nizek (manj kot 1 % zemeljskega).
Atmosfera je sestavljena iz 95 % ogljikovega dioksida, 3 % dušika, 1,6 % argona, in manjših deležev kisika in vode. Hkrati vsebuje tudi dosti prahu, delce s premerom približno 1,5 µm, zaradi katerih ima Marsovo nebo, gledano iz površja, rjavkasto-rumeno barvo.

### Oblaki
Oblaki nastajajo poleti nad večjimi ognjeniki. Tam  nastanejo zato, ker se topli zrak dviga in ohlaja. Tvorijo se tudi nad polarnima kapama. Mars je suh in mrzel planet, zato tam nikoli ne dežuje. Oblaki odlagajo ivje, morda pa tudi sneži. Znanstveniki tega ne vedo, ker pozimi Severno polarno kapo prekrivajo oblaki. V Marinerjevih dolinah je zjutraj pogosto megla. Poznamo še dve vrsti oblakov na Marsu: progasti in valoviti. Progasti lahko nastanejo kjerkoli, valoviti pa le ob ovirah (gore, grebeni, ognjeniki). Na takih področjih »valovijo«, kot morje na Zemlji.

## Raziskovanje Marsa
Ameriški sondi Spirit in Opportunity sta odkrili veliko presenetljivih dokazov. Našli sta kamenine, ki se lahko tvorijo le v prisotnosti tekoče vode. Evropska sonda Mars Express pa je zaznala površinski metan, kar dokazuje geološko dejavnost Marsa.

### Pretekle odprave
Prva uspešna orbitalna sonda, ki je prispela do Marsa, je bil Nasin Mariner 4, izstreljen leta 1964. Prvi uspešni sondi, ki sta pristali na Marsu, sta bili sovjetski Mars 2 in Mars 3, izstreljeni v letu 1971, vendar je ob pristajanju obeh Nadzorni center izgubil stik z njima. Leta 1975 je NASA začela s programom Viking.

### Sedanje odprave
Po neuspešni misiji Mars Observer je NASA leta 1996 izstrelila Mars Global Surveyor. Odprava je bila zelo uspešna. Mesec pozneje je NASA izstrelila še robotsko vozilo Mars Pathfinder, ki je pristalo v dolini Ares Vallis na Marsu. Odprava je bil naslednji velik uspeh Nase, saj je vozilce poslalo zelo veliko barvnih slik površja Marsa.
Evropska vesoljska agencija je leta 2003 izstrelila plovilo Mars Express s pristajalnim modulom Beagle 2. Stik z Beaglom 2 je ESA dokončno izgubila februarja 2004. Orbiter Mars Express je bil uspešnejši.
V letu 2003 je tudi NASA izstrelila dvojčka, imenovana Spirit (MER-A) in Opportunity  (MER-B). Obe vozili sta na Marsu uspešno pristali januarja 2004 in začeli opravljati svoje naloge. Uspešno delujeta že skoraj 3 leta, na Zemljo sta poslali zelo veliko slik in dokazali prisotnost metana v marsovskih kamninah.
12. avgusta 2005 je bil izstreljen Nasin Mars Reconnaissance Orbiter. Cilj odprave je predvsem najti možne lokacije za pristajanje naslednjih NASinih. V orbito se je utirila 10. marca 2006.
Najnovejša odprava na Mars je Phoenix, ki so ga izstrelili leta 2007, na severnem polu Marsa pa je pristal 25. maja 2008, od koder je že isti dan poslala prve fotografije medtem, ko je glavni cilj odprave najti vodo pod površjem (predvidoma bo izpolnjen v roku 90 dni, kolikor bo odprava lahko trajala - med mrzlim obdobjem bo sondi najverjetneje zmanjkalo energije).

### Načrtovane odprave
Rover Mars Science Laboratory naj bi bil proti Marsu poslan leta 2009, v tem času pa naj bi Rusi izstrelili tudi sondo Phobos-Grunt, ki naj bi se vrnila na Zemljo in prinesla primer kamenja iz Marsove lune Phobos. Evropska vesoljska agencija želi na Mars poslati človeka med letoma 2030 in 2035. Človeško raziskovalno odpravo na Mars načrtujejo tudi Združene države Amerike, odpravo pa naj bi poslali po letu 2020 in Mars One.

### Neuspešne odprave
Seznam neuspešnih odprav:
- Mars Climate Orbiter
- Mars Polar Lander
- Mars Observer
- Beagle 2
- Program Fobos
- Planet B (Upanje)
- Schiaparelli EDM
- Rusi so na Mars poslali niz 8 plovil. Vse razen Marsa 5 in Marsa 6 so bile neuspešne.

## Mars v leposlovju in filmu
O tem planetu je bilo napisano več znanstvenofantastičnih romanov in nekaj  filmov.
Znanstvenofantastični romani
- Vojna svetov (1898) je delo  H.G. Wellsa, ki govori o napadu Marsovcev na Zemljane.
- Marsovska princesa (1912) je delo  E. R. Burroughsa, ki govori o prigodah Johna Cartera na Marsu.
- Leta 1950 je Ray Bradbury izdal zbirko pripovedi  Marsovske kronike o zgodovini kolonizacije Marsa.
- Arthur C. Clarke je napisal roman Peščeni Mars (1951) .
- Trilogija  Kima Stanleyja Robinsona Rdeči Mars (1992), Zeleni Mars (1994) in zadnji del Modri Mars (1996)
- Menjava duha (1966), delo Roberta Sheckleyja, ki govori o potovanju glavne osebe Marvina Flynna s pomočjo menjave duha na Mars in dogodke po tem
- Vesoljska poezija (2006) je fantazijsko literarno delo, ki sta ga anonimna avtorja kolektivno sestavila, najbolj pa slovi s svojo razvrstitvijo podvrst ljudi na različne planete (npr. Saturn - umetniki).

Filmi o Marsu
- Vojna svetov (War of the Worlds), 1953, režiser  Byron Haskin
- Osvajalcii z Marsa (Invaders from Mars), 1953, režiser William Cameron Menzies
- Robinson Crusoe na Marsu (Robinson Crusoe on Mars), 1964, režiser Byron Haskin
- Mars poterbuje ženske (Mars Needs Women), 1967, režiser Larry Buchanan
- Žandar in marsovci (Le gendarme et les extra-terrestres), 1979, režiser Jean Girault
- Marsovci grejo domov (Martians Go Home), 1990, režiser Fredric Brown
- Mars napada! (Mars Attacks!), 1996, režiser Tim Burton
- Moj najljubši marsovec (My Favorite Martian), 1999, režiser Donald Petrie
- Misija na Mars (Mission to Mars ), 2000, režiser Brian De Palma
- Rdeči planet (Red Planet), 2000, režiser Antony Hoffman
- Marsovec (The Martian),  2015